# Cap Poinsett
Pour les articles homonymes, voir Poinsett.
Le cap Poinsett est un cap situé en Antarctique sur la côte Budd.